# Bring on the Night
| Recensione    | Giudizio     |
| ------------- | ------------ |
| AllMusic      |              |
| Rolling Stone | (Favorevole) |

Bring on the Night è un doppio album dal vivo del cantante britannico Sting, pubblicato nel giugno del 1986. È stato registrato nel corso di alcuni spettacoli tenuti dal vivo tra il 1985 e il 1986, durante il tour promozionale del primo album solista di Sting, The Dream of the Blue Turtles. Il titolo è preso da una canzone omonima contenuta nell'album Reggatta de Blanc dei Police del 1979. 
L'album contiene materiale proveniente sia da The Dream of the Blue Turtles, che repertorio derivante dal periodo in cui Sting militava nei Police, a volte mischiati in medley. Questo disco accentua la svolta jazzistica di Sting, con svariate improvvisazioni disseminate nei suoi pezzi. Tra i musicisti che figurano nella band di supporto ci sono Branford Marsalis, Darryl Jones, Kenny Kirkland e Omar Hakim.
Nonostante l'assenza di un singolo di successo, l'album ha raggiunto il 16º posto della Official Singles Chart nel Regno Unito. È stato inoltre premiato ai Grammy Awards del 1988 come Miglior interpretazione vocale maschile.
Bring on the Night è anche il nome di un documentario del 1985 diretto da Michael Apted che mostra le prime fasi della carriera di Sting come solista.

## Tracce
Tutte le canzoni sono state composte da Sting eccetto dove indicato.

### Disco 1
1. Bring on the Night  / When the World Is Running Down, You Make the Best of What's Still Around (live in Parigi) – 11:41
2. Consider Me Gone (live in Parigi) – 4:53
3. Low Life (live in Roma) – 4:03
4. We Work the Black Seam (live in Parigi) – 6:55
5. Driven to Tears (live in Parigi) – 6:59
6. The Dream of the Blue Turtles / Demolition Man (live in Parigi) – 6:08

### Disco 2
1. One World (Not Three)  / Love Is the Seventh Wave (live in Parigi) – 11:10
2. Moon over Bourbon Street (live in Parigi) – 4:19
3. I Burn for You (live in Arnhem) – 4:03
4. Another Day (live in Roma) – 4:41
5. Children's Crusade (live in Arnhem) – 5:22
6. I Been Down So Long (live in Arnhem) – 4:54 (Alex Atkins, J. B. Lenoir)
7. Tea in the Sahara (live in Arnhem) – 6:25

## Formazione
- Sting – voce, basso elettrico, chitarra
- Darryl Jones – basso
- Branford Marsalis – sassofono, rapping
- Kenny Kirkland – tastiere
- Omar Hakim – batteria
- Janice Pendarvis – cori
- Dollette McDonald – cori
- Denis O'Regan – foto di copertina

## Classifiche

### Classifiche settimanali
| Classifica (1986) | Posizione massima |
| ----------------- | ----------------- |
| Austria           | 9                 |
| Finlandia         | 17                |
| Germania          | 10                |
| Italia            | 7                 |
| Norvegia          | 19                |
| Nuova Zelanda     | 19                |
| Paesi Bassi       | 2                 |
| Regno Unito       | 16                |
| Svezia            | 28                |
| Svizzera          | 11                |

### Classifiche di fine anno
| Classifica (1986) | Posizione |
| ----------------- | --------- |
| Italia            | 32        |
| Paesi Bassi       | 49        |

## Premi
Grammy Awards
| Anno | Vincitore          | Categoria                                                 |
| ---- | ------------------ | --------------------------------------------------------- |
| 1888 | Bring on the Night | Grammy Award alla miglior interpretazione vocale maschile |